# جيمس دي. ماكليلاند
جيمس دي. ماكليلاند هو سياسي أمريكي، ولد في 7 أغسطس 1848، وتوفي في 13 يناير 1919. نشط حزبياً في الحزب الديمقراطي. وقد انتخب عضو جمعية ولاية نيويورك ‏ وانتخب عضو مجلس ولاية نيويورك ‏.